# Autophila vespertalis
Autophila vespertalis là một loài bướm đêm trong họ Erebidae.